# The Sympathizer
The Sympathizer (tạm dịch: Cảm tình viên, Kẻ nằm vùng, Kẻ hai mặt) là tiểu thuyết đầu tay của nhà văn người Mỹ gốc Việt, Nguyễn Thanh Việt. Tác phẩm đã giành giải Pulitzer cho tác phẩm hư cấu năm 2016.
The Sympathizer cũng được trao giải hoặc lọt vào vòng tuyển chọn cuối cùng của nhiều giải thưởng văn học khác như giải Giải tiểu thuyết đầu tay của Center for Fiction, giải Tiểu thuyết xuất sắc của Hiệp hội Thư viện Hoa Kỳ, giải PEN/Faulkner và giải của báo Los Angeles Times, và được đưa vào trên 30 danh sách "Sách của năm", trong đó có danh sách của The New York Times, The Guardian, The Wall Street Journal, Slate.com, Amazon.com và The Washington Post.

## Nội dung
The Sympathizer kể về một điệp viên hai mang cộng sản đã tìm cách trốn thoát sang Los Angeles sau sự kiện 30 tháng 4, 1975. Điệp viên này đã tìm cách thâm nhập và theo dõi các nhóm người Việt Nam Cộng hòa. Nhân vật chính trong tiểu thuyết có cha là người Pháp, mẹ Việt, lúc nhỏ anh ta bị khinh bỉ vì là con lai, lớn lên đi du học Mỹ, trở về làm đại úy trong quân đội Việt Nam Cộng hòa, sau đó vượt biên đến Mỹ nhưng thực tế là một cảm tình viên cộng sản.
Truyện mở đầu vào năm 1975 ở Sài Gòn, khi Cảm Tình Viên (The Sympathizer) cùng bạn thân là Bốn được lệnh của cấp trên dàn cảnh ám sát một nhà báo cũng từng là du học sinh Mỹ nhưng có tư tưởng phản chiến. Cái chết được dàn dựng như là vì tình và cướp của giết người. Cuối tháng 4 năm 1975, Cảm Tình Viên sắp đặt chuyến trực thăng cuối cùng đảm bảo tính mạng Vị Tướng Việt Nam Cộng hòa (The General) và Bốn; khi đang di tản, dưới làn  mưa đạn bắn thẳng vào nơi trực thăng hạ cánh, vợ con của Bốn đã tử vong cùng nhiều người khác.
Tại Los Angeles, Vị Tướng (The General) và các sĩ quan cũ dưới quyền xuống tinh thần, vỡ mộng với xã hội phương Tây trong khi vị thế của họ ngày càng suy giảm. Vị Tướng quyết định mở quán rượu nhằm phục hồi danh dự, nhưng do những toan tính và phân biệt đối xử vẫn tồn tại trong xã hội Hoa Kỳ, ông lên kế hoạch thành lập đội quân gồm những người tị nạn "muốn hồi hương" để nổi loạn và phục quốc ở Việt Nam. Kế hoạch được CIA cùng vài dân biểu Mỹ diều hâu ủng hộ. Nhiều Việt kiều đã ủng hộ đội quân của vị tướng này và dù có là cựu chiến binh hay không, họ đều treo đồng hồ luôn chỉ múi giờ Sài Gòn.
Là gián điệp hai mang, Cảm Tình Viên đã tìm mọi cách để theo dõi tất cả các sinh hoạt của cộng đồng người Việt ở Mỹ. Bằng mật thư hoặc mực vô hình, các hoạt động của Vị Tướng, hội cựu chiến binh Việt Nam Cộng hòa, các chương trình gây quỹ, các phong trào hỗ trợ chống Cộng... đều được báo cáo về cho một cán bộ tên Mẫn. Một lần nọ, Cảm Tình Viên nhận lời mời tư vấn cho một bộ phim Hollywood về Chiến tranh Việt Nam tên là The Hamlet. Trước cơ hội được thể hiện nhiều mặt của cuộc chiến và tạo tiếng nói cho người Việt trong bộ phim lịch sử với các hoạt cảnh đóng tại Philippines, Cảm Tình Viên chẳng những không thành công trong việc truyền đạt cái nhìn lãng mạn và lừa dối kiểu Mỹ về cuộc chiến, mà còn suýt bị tử vong khi thuốc nổ (dùng cho bộ phim) phát nổ sớm hơn dự định. Có nghi ngờ rằng đạo diễn đã tìm cách hãm hại Cảm Tình Viên.
Sau vụ việc kể trên, Cảm Tình Viên đã cưỡng lại mệnh lệnh tiếp tục nằm vùng tại Hoa Kỳ của cán bộ Mẫn và quyết định cùng quân tị nạn về Việt Nam. Trong chiến dịch nổi loạn, anh ta đã may mắn trong đường tơ kẽ tóc cứu được mạng của Bốn nhưng lại khiến cả hai phải ngồi tù.
Trong trại cải tạo, Cảm Tình Viên viết những bản kiểm điểm của mình theo yêu cầu của một cán bộ chính ủy. Thay vì viết những lời những người cộng sản muốn đọc, anh ta lại viết những dòng cầu kỳ về các sự kiện dẫn đến việc bị bắt. Cảm Tình Viên viết về hai mặt của cuộc chiến, anh ta viết về kỷ niệm buồn thời trai trẻ thiếu tình phụ tử hay lần đầu thủ dâm của mình, anh ta cảm thông với nhiều khía cạnh của cuộc xung đột phức tạp đã gây ra cả chia đôi đất nước Việt Nam. Tự nhận mình là một người cộng sản, một người của cách mạng, anh ta nhận biết tình bạn của mình với những người đáng lẽ ra là kẻ thù, hiểu được các chiến sĩ đã chiến đấu dũng cảm vì quê nhà. Khi những bản kiểm điểm của anh ta bị từ chối, anh ta được đưa ra trước cán bộ chính ủy.
Người cán bộ giấu mặt đó lộ diện là Mẫn, cấp trên của anh, người giao nhiệm vụ và là cầu nối. Điều đó không giúp anh thoát khỏi những tra tấn để cải tạo tư tưởng. Cảm Tình Viên phải tự thú về tội tra tấn và hiếp dâm một nữ đặc công cộng sản, tham gia việc giết chết cha mình một cách vô thức. Cuối cùng anh ta phải học từ cán bộ Mẫn rằng cuộc cách mạng chiến đấu để giành độc lập và tự do có thể khiến mọi thứ không còn quan trọng nữa, sự quên mình đáng giá hơn độc lập và tự do. Đầu năm 1979, Cảm Tình Viên sang Mỹ, đem theo hàng trăm trang giấy là những bản tự kiểm điểm được viết trong thời gian bị giam tại trại cải tạo. Tác phẩm kết thúc với Cảm Tình Viên đang lênh đênh trên biển giữa những thuyền nhân.

## Giải thưởng
- Giải Pulitzer cho tác phẩm hư cấu (2016)
- Giải tiểu thuyết đầu tay của Center for Fiction (2015)[9]
- Huy chương Carnegie cho tiểu thuyết xuất sắc của Hiệp hội Thư viện Hoa Kỳ (2016)[10]

## Các bản dịch
Tính đến năm 2017, bản quyền dịch tiểu thuyết đã được chuyển nhượng bản quyền cho 24 quốc gia và vùng lãnh thổ, trong đó có Đức, Tây Ban Nha, Nga, Nhật Bản, Hàn Quốc, Trung Quốc, Đài Loan, và đặc biệt là chính Việt Nam. Bản quyền tiếng Việt được bán cho công ty Nhã Nam. Về bản dịch tiếng Việt, tác giả Nguyễn Thanh Việt cho biết trong hợp đồng có điều khoản rằng nếu bản dịch bị kiểm duyệt, ông sẽ lấy lại bản dịch, và sẽ cố gắng hết sức để "công bố bản dịch chính xác và cung cấp cho mọi người Việt Nam hoàn toàn miễn phí".  Đến năm 2024, vẫn chưa có bản dịch tiếng Việt nào chính thức được phát hành tại Việt Nam, dù một tuyển tập truyện ngắn ra mắt sau này của tác giả là quyển Người tị nạn đã được Nhà xuất bản Hội nhà văn dịch năm 2017. Bản dịch của quyển Người tị nạn này cũng đã bị kiểm duyệt một số nội dung.

## Chuyển thể
Vào tháng 4 năm 2021, A24 và Rhombus Media đã mua quyền chuyển thể tiểu thuyết The Sympathizer/Cảm Tình Viên thành phim truyền hình dài tập. Đến tháng 7 năm 2021, HBO theo như tuyên bố đã bắt đầu đặt hàng cho bộ phim. Phim sẽ được A24 sản xuất, với sự góp mặt của Robert Downey Jr. với vai trò diễn viên cũng như giám đốc sản xuất, Park Chan-wook vai trò đạo diễn và Don McKellar với vai trò nhà sản xuất phim truyền hình.
Đến tháng 11 năm 2022, Hoa Xuande, Fred Nguyen Khan, Toan Le, Vy Le, Alan Trong, Sandra Oh, Kiều Chinh, Nguyễn Cao Kỳ Duyên đã tham gia dàn diễn viên. Vào tháng 1 năm 2023, có thông tin Marc Munden và Fernando Meirelles sẽ đạo diễn một vài tập, trong khi Duy Nguyen, Kayli Tran and VyVy Nguyen cũng đã tham gia dàn diễn viên. Bộ phim ra mắt trên HBO vào ngày 14 tháng 4 năm 2024.